# DKW Monza
DKW Monza — спортивный автомобиль немецкой компании DKW. Автомобиль назван в честь всемирно известной гоночной трассы Гран-при Италии, где первые в послевоенной истории гоночные автомобили концерна Auto Union достигли невиданного успеха. В 1956 году DKW Monza установил новые мировые рекорды в классе автомобилей с двигателем объёмом 1100 см³ на дистанциях 4000, 5000 и 10000 миль, а также в гонках длительностью 48 и 72 часа.

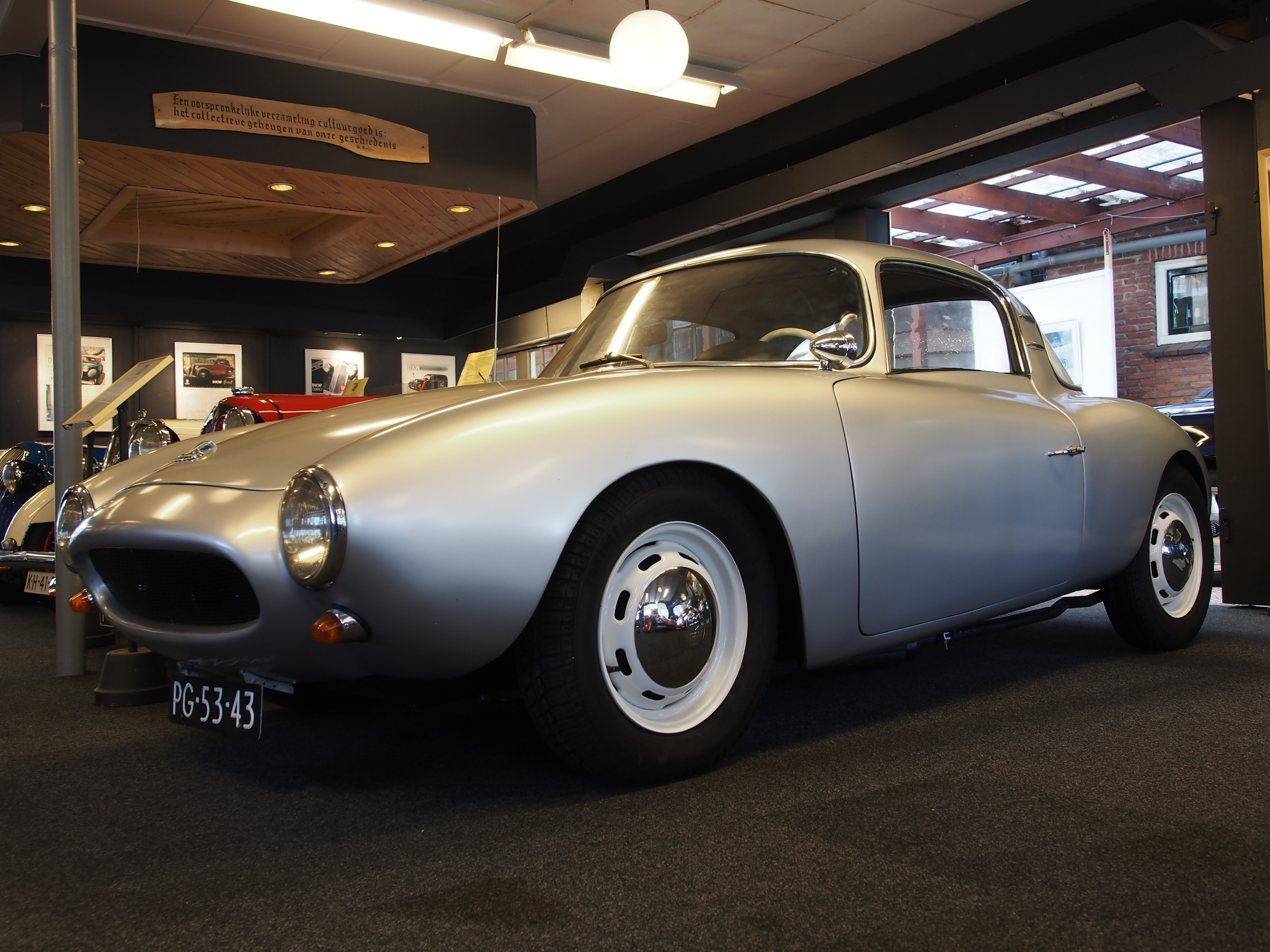
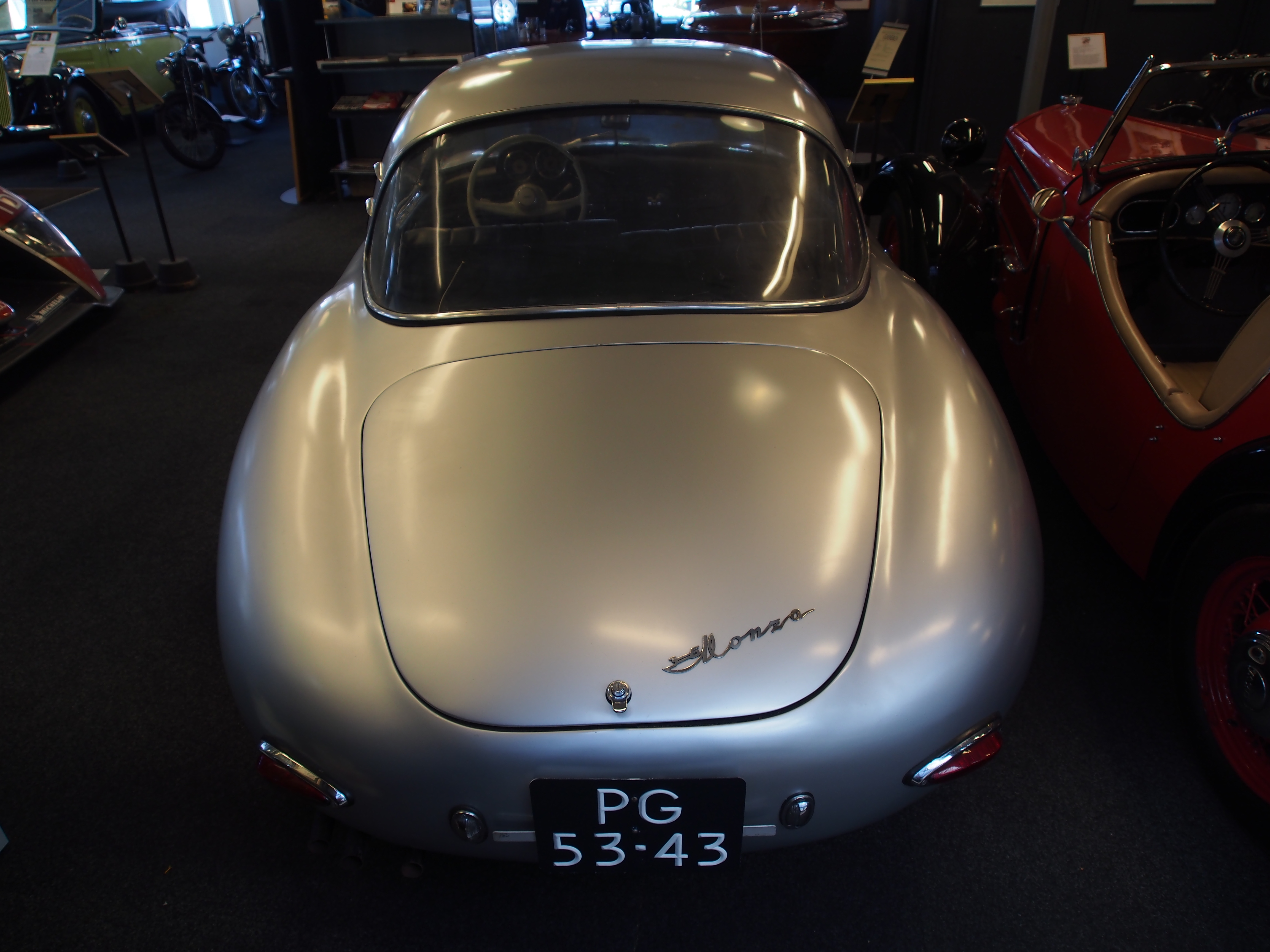
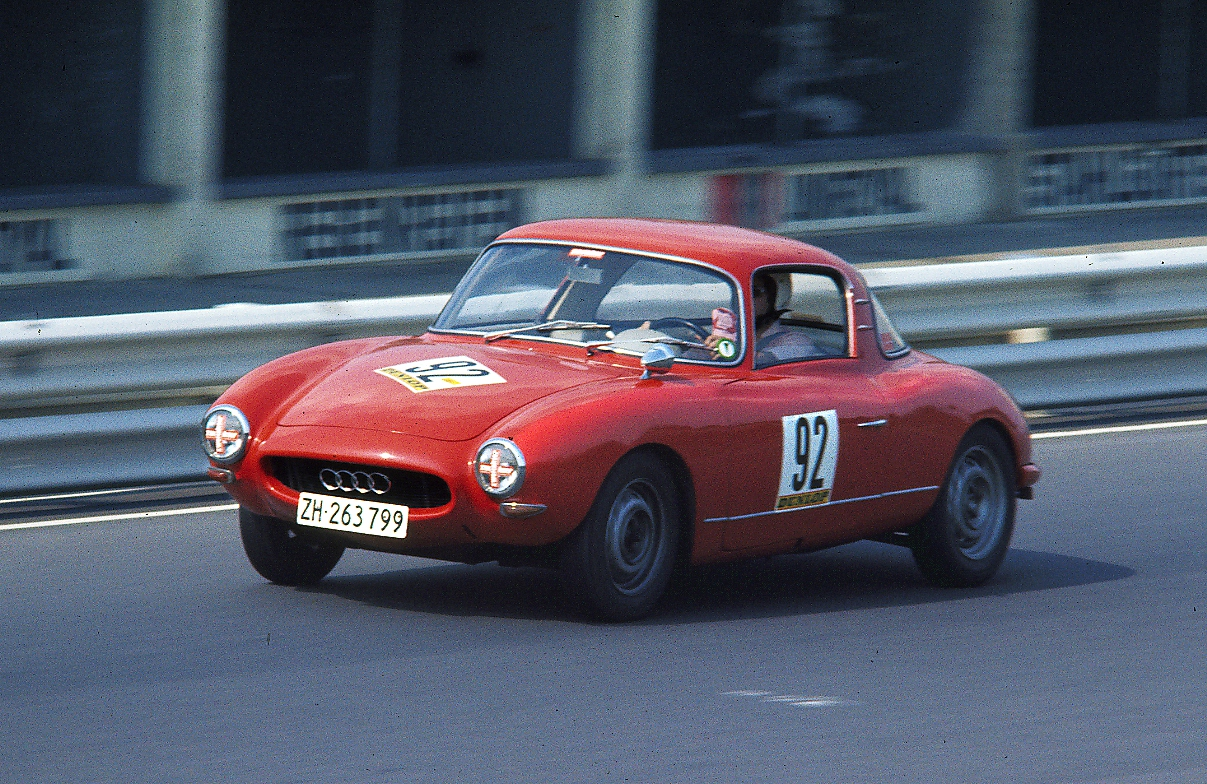

Конструкторы — гонщики Гюнтер Аренс и Альберт В. Мантцель (Albrecht W. Mantzel), спроектирован на основе DKW 3=6 Sonderklasse и имел лёгкий пластиковый кузов, изготовленный компанией «Dannenhauer & Stauss» из Штутгарта.
В 1955 году на международной автомобильной выставке во Франкфурте в 1955 году был представлен первый прототип. Продажи начались в 1956 году, причём особой популярностью модель пользовалась в США. Двигатель был трёхцилиндровым, двухтактным, мощностью всего лишь 44 л.с., но с ним автомобиль разгонялся до 140 км/ч.